# Sever

Sever je označen písmenem S

Sever, ve staré češtině též půlnoc nebo půlnoční strana, je jedna ze čtyř hlavních světových stran. Zkratkou v češtině je písmeno S, mezinárodně se zpravidla používá N (podle anglického North, případně německého (der) Norden, francouzského Nord, španělského Norte atd.). 

## Definice

### Skutečný sever
Skutečný (geografický, geodetický) sever je směr k pólu Země (nebo jiného rotujícího tělesa), který se nachází nalevo od pozorovatele stojícího na rovníku (nebo jiné rovnoběžce) ve směru otáčení.

### Magnetický sever
Magnetický sever je směr k severnímu magnetickému pólu, tedy kam ukazuje střelka kompasu. Odchylka mezi skutečným a magnetickým severem se nazývá magnetická deklinace. Ve většině částí světa je zanedbatelná.

## Význam severu na Zemi
Pravděpodobně proto, že zdánlivá osa, podle které se na obloze otáčejí hvězdy, byla pro většinu obyvatel Země (resp. pro evropskou civilizaci) na severu, většina národů na Západě uznává sever jako primární směr.  Díky tomu:
- Na mapách je sever většinou nahoře.
- Globy jsou orientovány severem nahoru.
- Sever (respektive značka S nebo N) bývá na směrových růžicích označen zdobněji nebo výrazněji (a je nahoře).
- Na magnetický sever (resp. fyzikálně jih) ukazuje střelka kompasu (ačkoliv by stejně tak mohla ukazovat na jih).

### Určení severu
Sever lze určit více způsoby:

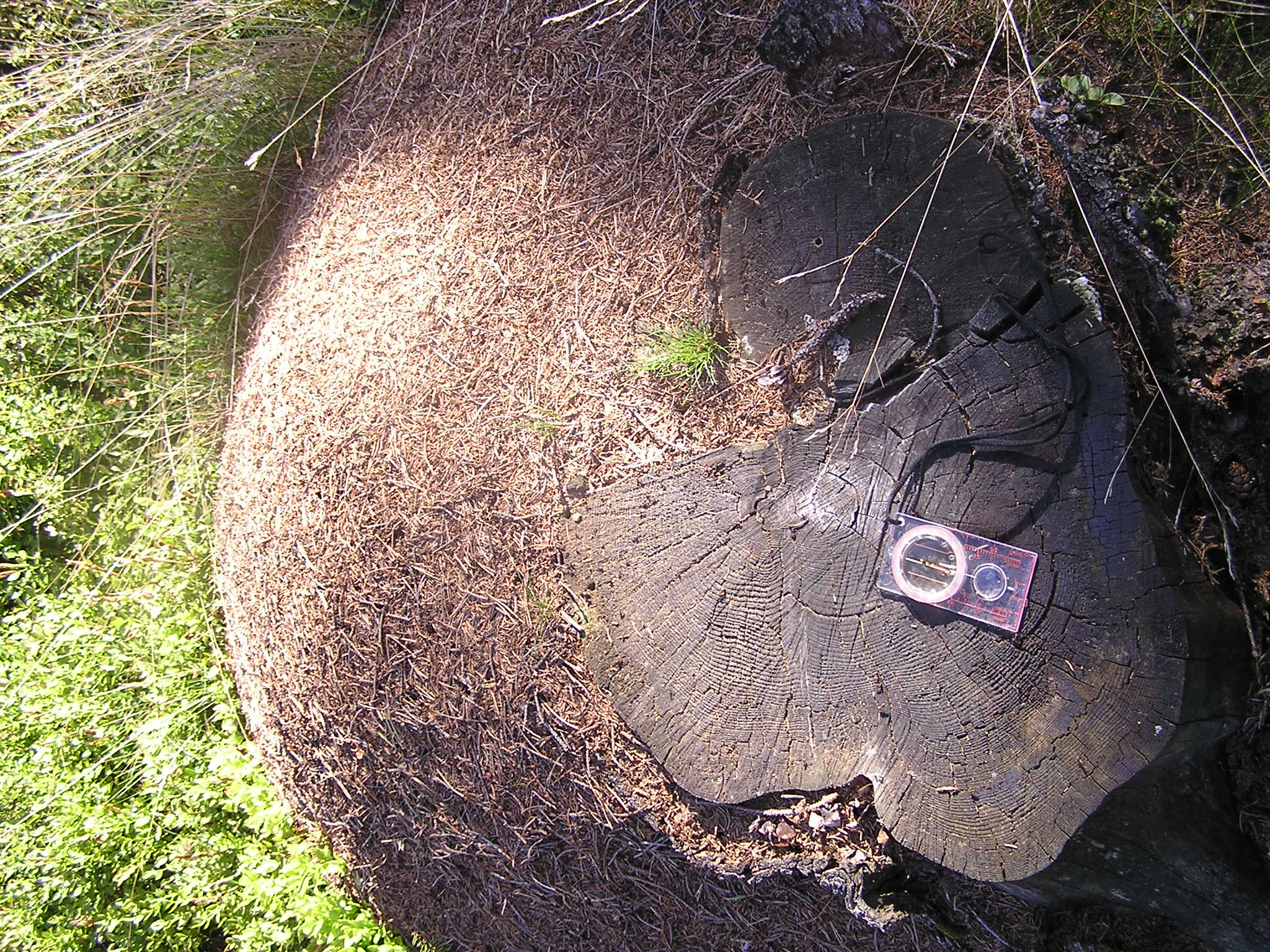
Mraveniště mívá jižní stranu povlovnější, severní strmější

- Podle kompasu či buzoly (magnetický sever) nebo gyrokompasu (skutečný sever).
- Podle hodinek:
  - hodinky se natočí tak, aby malá hodinová ručička směřovala na slunce (pozor na letní čas);
  - v polovině úhlu mezi malou ručičkou (sluncem) a dvanáctkou (jedničkou při letním času) je na severní polokouli, tedy v ČR, jih, na jižní polokouli sever. V blízkosti rovníku nelze sever tímto způsobem spolehlivě určit.
- Podle orientace kostela – zejména středověké kostely mívají presbytář s hlavním oltářem orientován na východ (průčelí s hlavním vchodem je na Z). Běžná odchylka je deset až třicet stupňů. Některé kostely však nejsou tzv. orientovány – v době baroka dávali někdy stavitelé přednost tomu, aby vyniklo průčelí. (Lze však předpokládat, že se ztratíme spíše v krajině u méně významného kostelíku než u chrámu sv. Mikuláše – ovšem i ten je orientován.)
- Podle jevů v přírodě. Pokud je kmen stromu viditelně porostlý lišejníky, je více porostlý na severní straně, resp. na SSZ a SZ, protože lišejník k životu pořebuje vlhko. Letokruhy na pařezu jsou hustší na severu, SSV a SSZ, protože když strom rostl, přibývalo tímto směrem méně dřevní hmoty kvůli nižšímu osvícení sluncem (méně tepla i světla). Listy lociky kompasové (Lactuca serriola) se zejména za slunečního svitu a v poledních hodinách vytáčejí přibližně v severojižním (SSJ, SSV) směru, čepele jsou postaveny kolmo k zemi. Rostlina se tak brání přehřátí.[2] (Na rostlině rostoucí ve stínu nebo zastíněné reakci spíše nezaznamenáme.) Slunečnice, pokud ještě roste, se otáčí (naklání) od východu na západ a v noci nazpátek. (Dospělá rostlina je natočena stále k východu.)[3] Například mraveniště je pozvolnější na jihu, aby přijalo více slunečního záření. Polárka, poslední hvězda v oji Malého vozu, je v těsné blízkosti severního zeměpisného pólu, leží na severním nebeském pólu. Tyto způsoby určování světových stran je dobré znát, ale jsou spíše orientační.
- Podle staveb pro živočichy. Úly (včelíny) stavějí včelaři směrem na jih, JJV a JV.[4] Ani otvor ptačí budky nemá být orientován ve směru převládajících srážek. Vhodný je směr jižní, východní nebo jihovýchodní. (V hustém porostu je důležitější orientace k průseku nebo světlině než podle světové strany, takže budka může být orientována jinak – určit sever sice nepomůže, ale může nás nasměrovat k méně hustému porostu.)

### Literaura
- KASÍK, Pavel. Proč se slunečnice otáčí za sluncem? Může za to růst stonku a rozmnožování. In: iDnes.cz [online]. 16. srpna 2016 [cit. 28. 2. 2023]. Dostupné z: https://www.idnes.cz/technet/veda/slunecnice-otaceni-za-sluncem-science.A160811_100920_veda_pka
- VOSÁTKA, Mirko. Skautův rok v přírodě i v klubovně. Obrázky autor a Piere (sic!) Joubert. Vydání I. Praha: Kropáč & Kucharský, 1946. 230 s.